# Kasteel van Gingelom
Het Kasteel van Gingelom (ook: Kasteel van Baron Erasmus Louis Surlet de Chokier) is een kasteel in de Belgische gemeente Gingelom.
Het is een kasteel in neoclassicistische stijl, gebouwd in 1855. De voorganger van dit kasteel kwam reeds in 1758 in handen van de Luikse familie Surlet de Chokier. De eerste eigenaar van het huidige kasteel was Erasme Louis Surlet de Chokier, het eerste staatshoofd (in 1831), als regent, van de zojuist ontstane staat België.
Het U-vormige complex werd ontworpen door Paulussen en is strak symmetrisch. De gebouwen zijn gegroepeerd rond een statig voorplein, dat aan de straatzijde met een smeedijzeren hek is afgesloten. Het hoofdgebouw wordt geflankeerd door twee torenachtige bouwsels. Naast de zijvleugels, die dienstgebouwen zijn, staan achtkante torens. De hoofdingang wordt gesierd door een fronton.
Rechts van de rechter (noordelijke) zijvleugel bevindt zich een hoeve.